# 게리 러브
게리 러브(Gary Love, 1964년 11월 26일 ~ )는 영국의 영화 감독, 배우, 텔레비전 감독이다.
켄징턴에서 태어났다.

## 출연 작품
- 더 다크 마일 (2017년)
- 사비니 (2016년)
- 슈가하우스 (2007년)
- 스톤드 - 브라이언 존스 이야기 (2005년)
- 사랑은 타이밍! (2005년) - 에드워드 역
- 웨이킹 더 데드 (2000년)
- 파라노이드 (2000년) - 네드 역
- 더 갱스터 (2000년)
- 크레이스 형제 (1990년)
- 캐주얼티 (1986년)
- 더 빌 (1984년)

### 텔레비전
- 광란자 잭 (1988, Jack the Ripper)